# 埃雷利尖條鰍
埃雷利尖條鰍（學名：Oxynoemacheilus eregliensis），為輻鰭魚綱鯉形目條鰍科尖條鰍屬的其中一種。被IUCN列為易危保育類動物，分布於亞洲土耳其安那托利亞淡水流域，體長可達10.3公分，棲息在河川底層水域，生活習性不明。

## 扩展阅读
維基物種上的相關：埃雷利尖條鰍